# Пальменбах
Пальменбах (нем. von Palmenbach) — русский дворянский род шведского происхождения.

## Происхождение
Кристиан Бернхард Бирбах, сперва (c 1655) паж при члене риксрода Густаве Биелке, затем корнет (с 1658), гоф-юнкер фельдмаршала Бенгдта Хорна, впоследствии инспектор имений в Лифляндии и председатель земельного суда, 17 октября 1695 года был возведён в дворянство королевства Швеция под фамилией фон Пальменбах (без внесения рода в рыцарский матрикул королевства Швеция).
Его внук, Иван Иванович фон Пальменбах, уже в 1745—1747 годах был внесён в рыцарский матрикул Лифляндской губернии под № 154.

## Герб
Герб внесён в ряд гербовников: Балтийский гербовник, гербовник Дворянских родов русских остзейских провинций.
Герб рассечён. В правом золотом поле зелёная вырванная с корнем пальма с коричневым стволом, в левом голубом поле серебряный волнистый пояс,  сопровождаемый по сторонам двумя двумя упавшими красновато-серебряными виноградными гроздьями. В нашлемнике зелёная виноградная лоза с такими же листьями и красновато-серебряными гроздями винограда, обвивающая коричневой посох, между двумя пальмовыми ветвями, повёрнутыми наружу. Намёт: голубой подложенный золотом, переходящий в голубой подложенный серебром.

## Представители рода
- Кристиан Бернхард фон Пальменбах — родоначальник дворянского рода, дети его писались также фон Пальмбах (von Palmbach).[1]
  - Мартин Андреас фон Пальменбах (Martin Andreas von Palmenbach)[1][3] — капитан и полковой квартирмейстер, в 1710 году жил в Пярну. Был дважды женат. Второй брак с Кристиной Луизой фон Поль был бездетным. В первом браке имел сына и дочь:
    - Иван Иванович фон Пальменбах (Gustaf Mauritz von Palmenbach)[1] (1707—30.11.1770) — генерал-поручик, кавалер ордена Св. Александра Невского и ордена Св. Георгия 4-го класса (за выслугу 25 лет).
      - Евстафий Иванович фон Пальменбах (Gustav Heinrich von Palmenbach)[1] (1759—1794) — полковник, кавалер ордена Св. Георгия 4-го (№ 566, 26 ноября 1788) и 3-го класса (№ 98, 28 июня 1792). Был женат на фрейлине российского императорского двора баронессе Елизавете Александровне Черкасовой (1761—1832). В браке родились три дочери:
        - София Евстафьевна фон Пальменбах (1781—1839)
        - Александра Евстафьевна фон Пальменбах (1784—1836) — художница-любитель, жена сенатора барона Андрея Яковлевича Бюлера (1763—1843).
        - Екатерина Евстафьевна фон Пальменбах

      - Адам Густав фон Пальменбах (Adam Gustav von Palmenbach)[1] — майор, наследник имения Игаст[эст.], которое было выкуплено у него в 1795 году вдовой его брата Елизавете Александровне Черкасовой.

    - Анна Барбара фон Пальмбах (Anna Barbara von Palmbach)[4] — в 1732 году вышла замуж за Йохана Юлиуса фон Брёмсена

  - Йохан Густав фон Пальменбах (Johan Gustaf von Palmenbach)[4][3] — капитан в драгунском полке фон Шрейтерфельта, в 1709 году попал в плен с полком на Днепре; остался в плену в Тобольске.
  - Кристиан Мориц фон Пальменбах (Christian Mauritz von Palmenbach)[4][3] — капитан, в 1680-х годах был произведён в майоры и назначен командующим крепости Новый Эльфсборг.
  - Отто Генрих фон Пальменбах (Otto Henrik von Palmenbach)[5] — застрелен в Холофзине в 1708 году.

Также из этого рода происходят:
- N. N. фон Пальменбах[4] (von Palmenbach)[6] — был застрелен в битве при Пичуре в Ливонии в 1703 году.